# Live at the Cellar Door
Albums de Neil Young
Psychedelic Pill
(2012) A Letter Home
(2014)
Live at the Cellar Door est un album en public de Neil Young enregistré en 1970 et sorti en 2013.

## Titres
1. Tell Me Why – 2:52
2. Only Love Can Break Your Heart – 3:13
3. After the Gold Rush – 3:48
4. Expecting To Fly - 3:21
5. Bad Fog of Loneliness – 2:00
6. Old Man – 3:41
7. Birds – 2:19
8. Don't Let It Bring You Down – 2:38
9. See the Sky About to Rain – 3:21
10. Cinnamon Girl – 3:39
11. I Am A Child – 2:43
12. Down by the River – 4:24
13. Flying on the Ground Is Wrong – 7:10

## Musicien
- Neil Young : chant, guitare, piano